# Août 1811

## Événements
- 4 août - 18 septembre : Java est conquise par les Britanniques de sir Thomas Stamford Raffles (fin en 1816). Batavia est occupée le 8 août. Les soldats indonésiens font défection et le gouverneur hollandais Janssens doit capituler le 18 septembre[1]. L’archipel indonésien est rattaché au gouvernement général des Indes britanniques. Les princes javanais qui ont soutenu les Britanniques sont déçus, car Raffles intervient dans leurs affaires intérieures et procède à des annexions.
- 6 août, Cadix : les Cortes insurrectionnelles reconnaissent l’abolition du système seigneurial en Espagne. Les privilèges, droits seigneuriaux et redevances dues au clergé sont abolis[2]. Les Cortes ont assimilé la seigneurie, propriété éminente, à la propriété réelle : l’aristocratie espagnole perd ses droits féodaux mais augmente considérablement ses propriétés. En Andalousie, en Estrémadure, se forment des latifundia.

## Naissances
- 7 août : Elias Loomis (mort en 1889), mathématicien et météorologue américain.
- 13 août : Domingos José Gonçalves de Magalhães, médecin, professeur, diplomate, homme politique, écrivain et poète brésilien († 10 juillet 1882).
- 17 août : François-Ernest Vacherot, peintre français († 6 décembre 1865).
- 19 août : Samuel Tickell (mort en 1875), officier, artiste et ornithologue britannique.
- 31 août : Théophile Gautier, poète, romancier et critique d'art français († 23 octobre 1872).

## Décès
- 22 août :
  - Jean-Baptiste Huet, peintre français (° 22 octobre 1745).
  - Juan de Villanueva, architecte espagnol (° 15 septembre 1739).
- 30 août :  Michel Ordener, général de division, comte d'Empire et sénateur.
- 31 août : Louis Antoine de Bougainville (né en 1729), navigateur et explorateur français.